# Lo spettacolo della natura
Lo spettacolo della natura è un programma televisivo italiano condotto da Tessa Gelisio dal 15 luglio 2011, in prima serata per sei settimane, prima al venerdì poi al mercoledì, fino al 20 agosto.
Nell'autunno 2012 va in onda la seconda edizione del programma, sempre condotto da Tessa Gelisio e Martín Castrogiovanni, per sei puntate andate in onda dal 27 novembre al 1 gennaio 2013.